# Cárcel Distrital de Bogotá
Cárcel Distrital de Bogotá, oficialmente llamado Cárcel Distrital de Varones y anexo de Mujeres de Bogotá, es un centro penitenciario de esa ciudad colombiana ubicada en la localidad de San Cristóbal. 
A diferencia de los establecimientos penitenciarios nacionales en la ciudad controlados por el Instituto Nacional Penitenciario y Carcelario INPEC, la Distrital no depende de este último sino de la Subsecretaría de Acceso a la Justicia de la Secretaría de Seguridad, Convivencia y Justicia, ya que lleva a cabo programas de justicia restaurativa mediante la resocialización de los condenados en trabajo, educación e intervención psicosocial.

## Características
La cárcel posee dos edificios, uno para los reclusos con muros perimétricos de 12 metros con seis pabellones con capacidad para 1028 personas en privación de libertad con cuatro torres de vigilancia y una biblioteca especial adscrita a la Red de Bibliotecas Públicas de Bogotá (BibloRed) y otro, el ala femenina y de carácter administrativo separados físicamente por la Carrera 8 pero comunicados entre sí por un puente de seguridad, además de una estación CAI de la Policía Metropolitana de Bogotá en su parte externa.

## Historia
Creado por el acuerdo 19 de 1934 por el Concejo de Bogotá como cárcel municipal, se construyó sus primeras instalaciones en el barrio Calvo Sur, donde todavía funciona en la actualidad. Luego en 1960, pasa a tener el nombre que posee hoy en día mediante el Acto Legislativo 3133. Entre 1940 y 1980, a los condenados una vez proferida sentencia se les asignaba una ficha en forma de tarjeta que expiraba cuando terminaban la misma. Con el tiempo, como las demás cárceles de la ciudad sufría un hacinamiento que sumado al deterioro de sus instalaciones, la hacía fácil para las fugas. En 1999, durante la primera administración del alcalde Enrique Peñalosa, la edificación sufrió un proceso de reconstrucción con una inversión de 16 mil millones de pesos, lo que le permitió recuperar su capacidad de seguridad y mejoras para los reclusos.

## Distinciones y acreditación
- Acreditación de buenas prácticas de la Asociación Americana de Correccionales (2021)[8]
- Orden Civil al Mérito José Acevedo y Gómez en el grado de Gran Cruz (2024)[9]